# Петер Олсен
Петер Рихад Олсен (дан. Peter Richard Olsen; Соре, 31. октобар 1911 — Соре, 13. фебруар 1956) био је дански веслачки репрезентативац. Веслао је у двојцу без кормилара, а био је члан веслачког клуба Соре из Соре.
Олсен се у пару са Харијем Ларсеном, такмичио на Летњим олимпијским играма 1936. у Берлину. Стигли су други иза двојаца Немачке. Освојена сребрна медаља била је прва сребрна олимпијска медаља у веслању за Данску. Пре ове на Олимпијским играма 1912. у Стокхолму дански четверац с кориларом, освојио је бронзану медаљу.